# Papago (bướm đêm)
Papago là một chi bướm đêm thuộc họ Geometridae.